# Matheus Alessandro
Matheus Alessandro dos Santos Pereira – meglio noto come Matheus Alessandro – (Rio de Janeiro, 10 luglio 1996) è un calciatore brasiliano, attaccante del Boavista-RJ.

## Carriera
Cresciuto nel settore giovanile del Fluminense, esordisce in Série A il 4 giugno 2017 nella partita vinta per 2-1 contro il Vitória.

## Statistiche

### Presenze e reti nei club
Statistiche aggiornate al 31 dicembre 2017.
| Stagione        | Squadra         | Campionato      | Campionato | Campionato | Coppe nazionali | Coppe nazionali | Coppe nazionali | Coppe continentali | Coppe continentali | Coppe continentali | Altre coppe | Altre coppe | Altre coppe | Totale | Totale |
| Stagione        | Squadra         | Comp            | Pres       | Reti       | Comp            | Pres            | Reti            | Comp               | Pres               | Reti               | Comp        | Pres        | Reti        | Pres   | Reti   |
| --------------- | --------------- | --------------- | ---------- | ---------- | --------------- | --------------- | --------------- | ------------------ | ------------------ | ------------------ | ----------- | ----------- | ----------- | ------ | ------ |
| 2017            | Fluminense      | A               | 17         | 1          | CB              | 0               | 0               | CS                 | 0                  | 0                  | PL          | 2           | 0           | 19     | 1      |
| Totale carriera | Totale carriera | Totale carriera | 17         | 1          |                 | 0               | 0               |                    | 0                  | 0                  |             | 2           | 0           | 19     | 1      |